# Gmina Diamond (Iowa)

Położenie Gminy Diamond w hrabstwie Cherokee

Gmina Diamond (ang. Diamond Township) – gmina w USA, w stanie Iowa, w hrabstwie Cherokee. Według danych z 2000 roku gmina miała 215 mieszkańców, a jej powierzchnia wynosi 92,41 km².